# Du Juan
Du Juan (en chino tradicional, 杜鵑; en chino simplificado, 杜鹃; pinyin, Dù Juān; nacida el 15 de septiembre de 1982 en Shanghái) es una modelo y actriz china. En varias ocasiones ha sido promocionada como la primera supermodelo internacional china. Sigue siendo la primera y única modelo asiática que aparece en la portada de la revista Vogue París y ha aparecido en la portada de Vogue China trece veces, más que cualquier otro modelo o celebridad de ese país.

## Biografía

### Primeros años
Hija única de padres arquitectos, Du inició originalmente una carrera en el ballet clásico en la prestigiosa Academia de Teatro de Shanghái durante nueve años. Eventualmente creció demasiado para encontrar un compañero de baile adecuado, por lo que se le dificultó continuar con la danza. Su nombre se refiere literalmente a la flor del rododendro.

### Reconocimiento

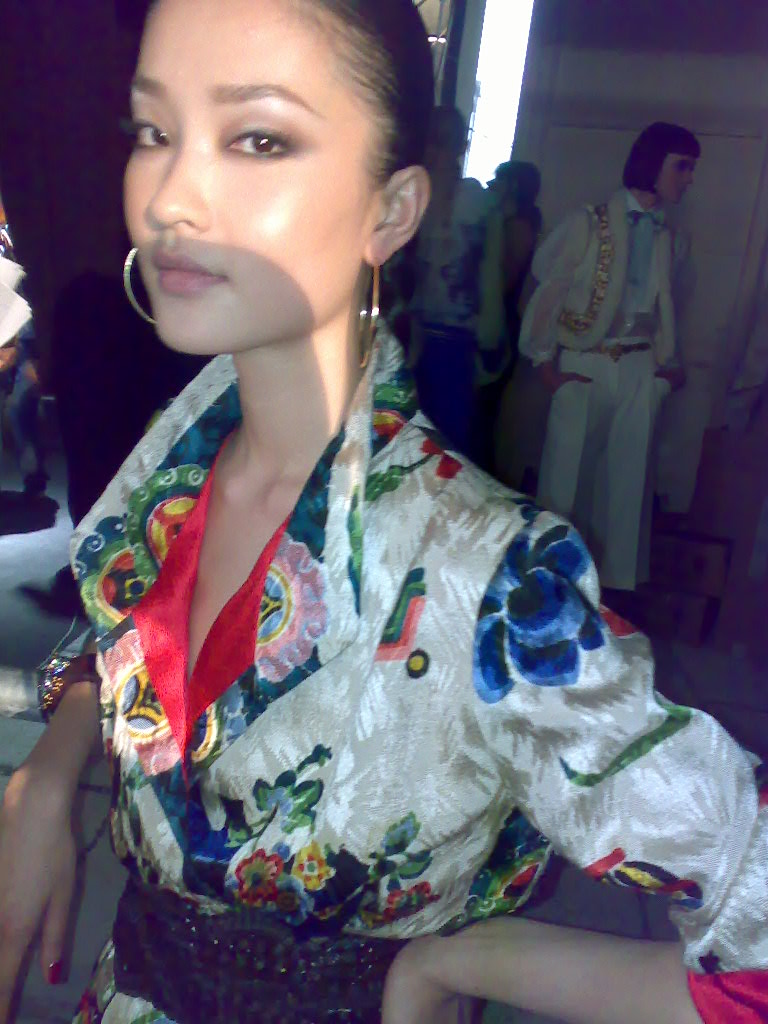
Du Juan en 2008.

Tras ser finalista del concurso Ford Supermodel of the World, Du hizo su debut en las pasarelas en la primavera de 2006, luciendo prendas para diseñadores prominentes como Valentino (abriendo y cerrando su show nupcial), Jean-Paul Gaultier, Roberto Cavalli y Coco Chanel. En 2005 Mario Testino la fotografió para la portada de la revista Vogue París junto con la modelo australiana Gemma Ward, convirtiéndose en la primera modelo asiática en la portada de tan prestigiosa publicación. Esto llevó a una ráfaga de campañas publicitarias para Louis Vuitton, Roberto Cavalli, Gap, Swarovski, United Colors of Benetton y Yves St. Laurent. 
Apareció en la portada de la edición Vogue para China, una vez más junto a Gemma Ward, y desde entonces se ha convertido en una de las personalidades que más ha aparecido en sus ediciones, estando en casi un editorial por número desde su lanzamiento en 2005. Du apareció en la portada de Time en el año 2006 junto con la modelo Coco Rocha, y fue una de las modelos presentadas en el Calendario Pirelli 2008, realizado en su Shanghái natal.
Du alcanzó el puesto número 14 en el ranking de modelos del sitiode internet models.com y en temporadas recientes ha aparecido en campañas publicitarias para Giorgio Armani, Esprit, Anna Sui, Uniqlo, David Yurman y Yue Sai, una expansión china de L'Oréal. También ha aparecido en publicaciones como Allure, Harper's Bazaar, Elle y V magazine, i-D y en las ediciones italiana, estadounidense, china, francesa, taiwanesa, coreana y británica de Vogue.
Apareció en el vídeoclip de la canción "Double Trouble" del artista de cantopop Jacky Cheung como el interés amoroso de Cheung en 2010. Hizo su debut como actriz en la película American Dreams in China, una cinta muy taquillera dirigida por Peter Chan en la que interpretó a Su Mei, el único papel femenino en la película. Su interpretación le valió las nominaciones en la 33.ª edición de los premios de cine de Hong Kong a la mejor actriz de reparto y al mejor nuevo artista o intérprete.

## Vida personal
Su diseñador de moda favorito es Alber Elbaz de la marca Lanvin. Su nombre de pila, Juan (鵑) significa "cuco" en chino. Sin embargo, junto con su apellido, su nombre completo podría significar "cuco" y "rododendro". En 2009 lanzó una línea cosmética inspirada en una sesión fotográfica con Camilla Akrans. Ese mismo año, la agencia de modelaje china New Silk Road demandó a Du Juan por 659 mil dólares estadounidenses debido a una supuesta infracción de contrato.

## Filmografía
| Año  | Título                   | Rol    | Notas          |
| ---- | ------------------------ | ------ | -------------- |
| 2012 | Déjà Vu                  |        | Película corta |
| 2013 | American Dreams in China | Su Mei | [ 3 ]          |
| 2015 | Lost in Hong Kong        |        |                |
| 2016 | New York, New York       |        |                |
| 2016 | I Belonged to You        |        |                |
| 2016 | See You Tomorrow         |        |                |
| 2017 | Europe Raiders           |        |                |
| TBA  | Wine Wars                |        | Posproducción  |